# Meggan Mallone
Meggan Mallone est une actrice américaine de films pornographiques née à Houston le 30 décembre 1986 et active dans le milieu du film pornographique de 2008 à 2009.

## Biographie
Avant d'entrer dans le monde de l'industrie pornographique, Meggan Mallone travaille comme modèle. Après avoir participé à quelques films publiés sur Internet avant 2008, elle signe le 18 janvier 2008 un contrat exclusif d'un an avec Vivid Entertainment,.
Meggan Mallone fait équipe pendant un mois avec une autre actrice de Vivid, Briana Banks. Les deux premiers films réalisés par Meggan Mallone pour Vivid sont Strictly Conversation et 20 Questions, tous deux dirigés par Paul Thomas.
En mai 2008, Meggan Mallone fait la couverture de l'AVN Magazine, et en juin de la même année elle fait la couverture d'Hustler. Elle se retire du monde de la pornographie à la fin de l'année 2009 (les films sortis ultérieurement ont été tournés avant).

## Filmographie
- 20 Questions (2008)
- Cherries 62 (2008)
- Matt's Models 6 (2008)
- Meggan and Hanna Love Manuel (2008)
- Nikki Jayne Experiment (2008)
- Strictly Conversation (2008)
- Strip Tease by Meggan Mallone (2008)
- Sugar (2008)
- Back Strokes and Toilette Fantasies (2009)
- Blame it on Savanna (2009)
- Flashback (2009)
- Hanna's House (2009)
- Limelight Girls 17 (2009)
- Make Me Cum (2009)
- Meggan Does Malibu (2009)
- Pinch (2009)
- Stroke It (2009)
- Suck It (2009)
- Condemned (2010)
- Inertia (2010)
- Live!!! Nude!!! Girls!!! (2010)
- Meggan's Big Ass Adventure (2010)
- Meggan's Sexy Stories (2010)
- Nympho (2010)
- Riding Solo 3 (2010)
- Squeeze (2010)
- Twisty Treats 1 (2010)
- Teases and Pleases 1 (2011)
- Teases and Pleases 2 (2011)
- Brand New Faces 39 (2012)

## Récompenses et nominations
- 2010 : nomination aux AVN Awards dans la catégorie Best Tease Performance - Strip Tease[4].